# Астон, Кен
Кеннет Джордж Астон (англ. Kenneth George Aston) — английский футбольный судья, наиболее известный тем, что предложил использовать жёлтые и красные карточки.

## Биография
Кен Астон родился 1 сентября 1915 года в Колчестере, учился в средней школе в Илфорде, затем в колледже Сент-Лейкс в Эссексе. В 1935 году он стал преподавателем в школе Ньюбери, помимо выполнения учительских обязанностей тренировал школьную команду по футболу.
В 1936 году Астон получил квалификацию футбольную судьи и работал в младших лигах до начала Второй мировой войны. С началом войны он был признан непригодным для ВВС, поэтому поступил на службу в Королевский полк артиллерии. В 1944 году Астон был переведён в Британскую Индийскую армию, дослужился до звания подполковника, входил в штат военного трибунала.
В послевоенные годы Астон вновь судил футбольные матчи, был первым из английских судей, кто стал носить чёрную форму, которая вскоре стала стандартной для футбольных судей. Примерно в то же время он предложил помощникам судьи использовать яркие жёлтые флаги вместо прежних вымпелов в цветах команды хозяев.
В сезоне 1949/1950 Астон стал помощником судьи на матчах первого дивизиона Футбольной лиги, в 1953 году стал судьёй. В 1960 году он судил один из матчей Межконтинентального кубка между испанским «Реалом» и уругвайским «Пеньяролем». В 1962 году Астон судил матч чемпионата мира между хозяевами турнира, сборной Чили, и командой Италии, который пресса окрестила «Битвой в Сантьяго». Игроки обеих команд вели себя очень грубо, устраивали драки, которые приходилось разнимать полиции, двоих итальянцев Астон удалил с поля. По воспоминаниям самого судьи, происходящее мало напоминало футбольный матч, а больше походило на войну.
В 1963 году Астон судил финал Кубка Англии, в котором «Манчестер Юнайтед» обыграл «Лестер Сити» со счётом 3:1. В 1966 году он вошёл в судейский комитет ФИФА, возглавлял его с 1970 по 1972 годы, был ответственным за работу судей на чемпионах мира 1966, 1970 и 1974 годов. В матче чемпионата мира 1966 года между сборными Англии и Аргентины немецкий судья Рудольф Крайтляйн удалил с поля аргентинца Раттина, который отказался сразу покидать поле и, несмотря на языковой барьер, пытался выяснить у судьи причину удаления. Поразмыслив над этим, Астон вскоре предложил использовать жёлтые и красные карточки, как однозначно понятные сигналы, обозначающие предупреждение игрока и удаление его с поля.
Уже на чемпионате мира 1970 года стали использоваться жёлтые и красные карточки. Практика распространилась и на другие виды спорта. Другими инновациями, предложенными Астоном, было наличие резервного судьи, который в случае чего мог заменить основного, а также табличка с номерами, на которой явно указывалось, какие игроки меняются во время матча. Кроме того, Астон предлагал решать исход ничейных матчей после дополнительного времени в пользу той команды, игроки которой совершили меньше нарушений и получили меньше карточек. Это предложение было отвергнуто в пользу серии послематчевых пенальти.
Также Астон читал лекции для английских судей и работал старшим инструктором в Американской молодёжной футбольной организации. В 1994 году он был приглашён в качестве эксперта на судебное слушание иска Джона О’Нила к Джону Фашану. За семь лет до этого в футбольном матче Фашану нанёс О’Нилу очень серьёзную травму, которую Астон охарактеризовал как «самый жестокий и опасный фол в игре». В 1997 году Кен Астон был произведён в члены Ордена Британской империи.
Кен Астон скончался 23 октября 2001 года на 87-м году жизни. У него остались жена Хильда и сын.